# Ernst-August Bremicker
Ernst-August Bremicker (* 1958) ist ein deutscher Unternehmer und Mitbesitzer des Familienunternehmens ABUS. Er betätigt sich auch als Autor evangelikaler Schriften und Bücher.

## Leben
Bremicker arbeitete als Prokurist und Geschäftsführer in der familieneigenen August Bremicker und Söhne KG (ABUS). Wie weitere Teile der Familie Bremicker steht auch er in der Tradition der freikirchlichen Brüderbewegung.
Bremicker veröffentlichte mehrere Bücher bei Beröa (Zürich) und CSV (Hückeswagen), zwei Verlagen der „geschlossenen“ Brüdergemeinden.
Bremicker ist seit 1981 verheiratet und hat fünf Kinder.

## Publikationen  (Auswahl)
- Den Herrn erwarten. Den 1. Thessalonicher-Brief besser verstehen. Beröa, Zürich 1994.
- Das Ziel anschauend. Zwischen Bekehrung und Herrlichkeit. Beröa, Zürich 2002.
- Von Herzen für den Herrn. Die Botschaft des Propheten Haggai für damals und heute. Beröa, Zürich 2003.
- Wie weiter, Petrus? Als Menschenfischer, Hirte, Jünger. Antworten aus Johannes 21. Beröa, Zürich 2006.
- Der Christ im Spannungsfeld dieser Welt. 1. Mose 38 im Licht unserer Zeit. CSV, Hückeswagen 2006.
- Die Waffenrüstung Gottes für den Kampf des Glaubens anhand von Epheser 6. Beröa, Zürich 2007.
- Durch Leiden zur Herrlichkeit. Aus dem Leben Josephs. CSV, Hückeswagen 2008.
- Verliebt – verlobt – verheiratet. Der Christ auf dem Weg in die Ehe. CSV, Hückeswagen 2009, ²2018.
- In Liebe dienen. Viele Aufgaben, eine Motivation. Beröa, Zürich 2013.
- Trachtet aber zuerst nach dem Reich Gottes. CSV, Hückeswagen 2014.
- Kinder lieben, mit Kindern leben. Christliche Familie im Alltag. CSV, Hückeswagen 2015.
- Geh nach Ninive. Eine Auslegung des Propheten Jona. CSV, Hückeswagen 2016.
- Gesund im Glauben. Der Brief an Titus einfach erklärt. Beröa, Zürich 2017.
- Ein Vermächtnis wird zum Appell. Eine Auslegung zum 2. Timotheusbrief. CSV, Hückeswagen 2018.
- Das Herz gewinnen. Eine Auslegung zum Philemonbrief. CSV, Hückeswagen 2019.